# Emmericia ventricosa
Emmericia ventricosa is een slakkensoort uit de familie van de Emmericiidae. De wetenschappelijke naam van de soort is voor het eerst geldig gepubliceerd in 1870 door Brusina.